# Твердотільність
Твердоті́льність у автоматизованому проєктуванні означає, що створені геометричні моделі є носіями інформації про матеріальність об'єктів, які вони представляють. Тому при побудові перерізів об'єкта може бути заштрихована його внутрішня частина, автоматично можуть бути визначені маса, площа поверхні, об'єм об'єкта, обчислені його масово-інерційні характеристики. Іншою особливістю систем твердотілого моделювання є наближене відображення гладких поверхонь апроксимація кусково-лінійними поверхнями. Точність апроксимації може бути вибрана довільною, але її збільшення впливає на час обробки моделі.

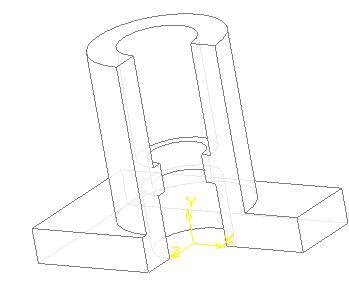
Фігура, побудована як твердотільна модель (з вирізом)
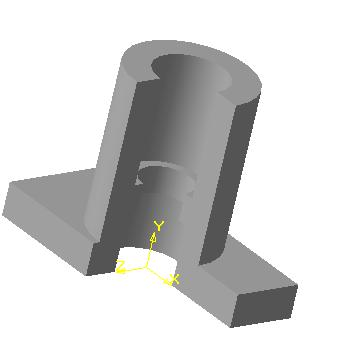
Рендеринг цієї моделі з поворотом